# Rohov (Opava)
Rohov é uma comuna checa localizada na região de Morávia-Silésia, distrito de Opava.